# Tepuítaggstjärt
Tepuítaggstjärt (Cranioleuca demissa) är en fågel i familjen ugnfåglar inom ordningen tättingar.

## Utseende och läte
Tepuítaggstjärten är en liten fågel med kastanjebrunt på gjässa, vingar och stjärt som kontrasterar med olivbrun rygg och grå undersida. Sången består av en fallande och accelererande lång serie med ljusa klingande toner.

## Utbredning och systematik
Fågeln förekommer i tepuis i södra Venezuela, intilliggande Guyana och norra Brasilien (norra Roraima). Den delas in i två underarter med följande utbredning:
- Cranioleuca demissa cardonai – förekommer i södra Venezuela
- Cranioleuca demissa demissa – förekommer i sydöstra Venenzuela, västcentrala Guyana och norra Brasilien

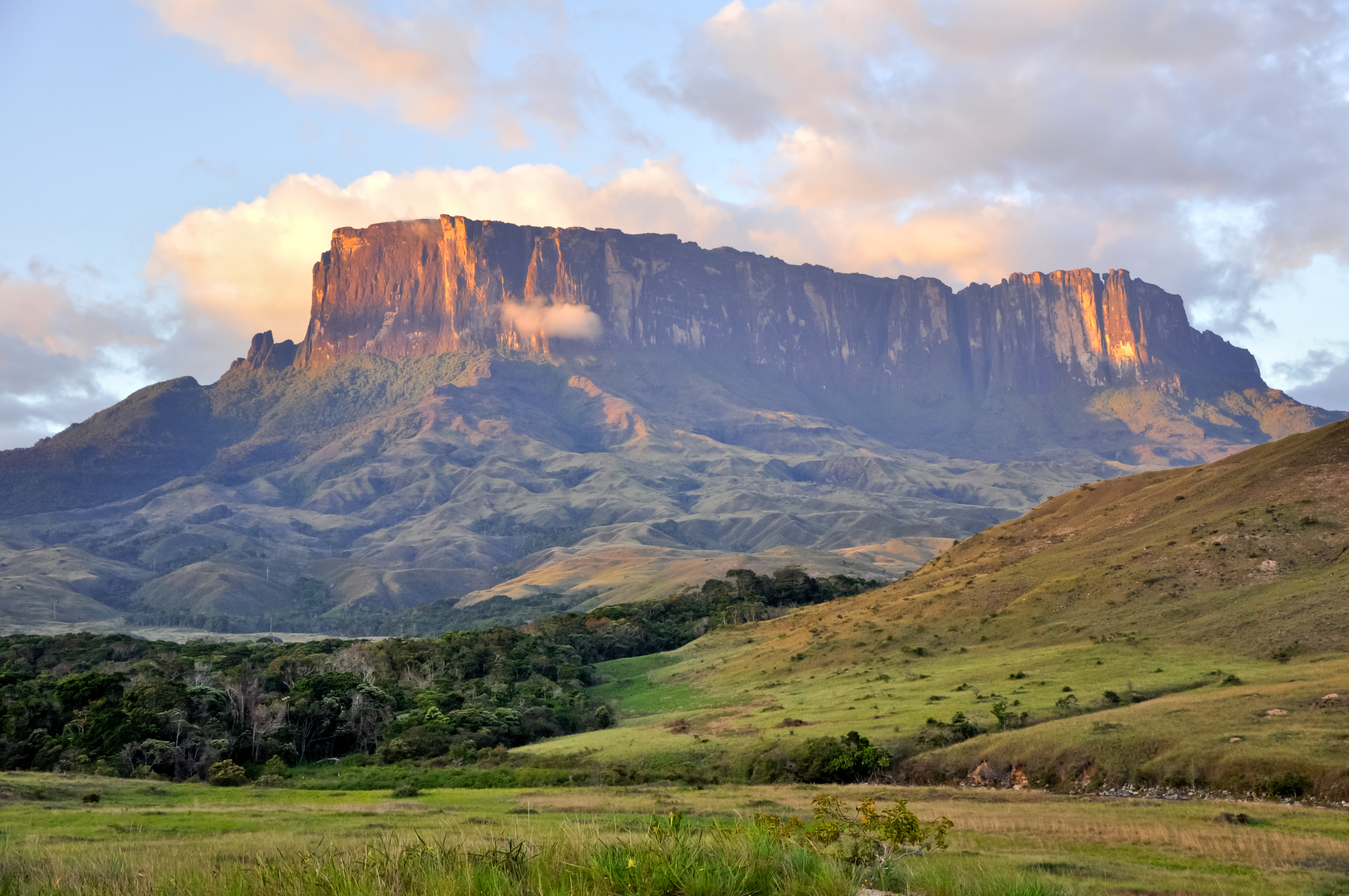
Fågeln förekommer endast på platåberg som kallas tepuier, här Roraima.

## Levnadssätt
Tepuítaggstjärten hittas i fuktiga höglänta skogar över 800 meters höjd, framför allt med stort inslag av mossor och epifyter. Den födosöker genom att krypa fram utmed grenar och uppför trädstammar, men kan också ses inspektera bromelior och barksprickor på jakt efter insktersbyten. Fågeln slår ofta följe med kringvandrande artblandade flockar.

## Status och hot
Arten har ett stort utbredningsområde, men tros minska i antal, dock inte tillräckligt kraftigt för att den ska betraktas som hotad. Internationella naturvårdsunionen IUCN listar arten som livskraftig (LC).